# Fabrica di Roma
Fabrica di Roma ist eine Gemeinde in der Provinz Viterbo in der italienischen Region Latium mit 8217 Einwohnern (Stand 31. Dezember 2023). Sie liegt 57 Kilometer nördlich von Rom.

## Geographie
Fabrica di Roma liegt am Abhang der Monti Cimini östlich des Vicosees.

## Bevölkerung
| Jahr | Bevölkerung |
| ---- | ----------- |
| 1871 | 2221        |
| 1901 | 2527        |
| 1921 | 2757        |
| 1951 | 3390        |
| 1971 | 3241        |
| 1991 | 5231        |
| 2001 | 6654        |
| 2015 | 8340        |

## Politik
Giuseppe Palmegiani (Mitte-rechts-Bündnis) wurde im Juni 2004 zum Bürgermeister gewählt. Sein Mitte-rechts-Bündnis stellt auch mit 11 von 16 Sitzen die Mehrheit im Gemeinderat. Mario Scarnati (Lista Civica: Insieme per Crescere) wurde nach der Kommunalwahl am 5. Juni 2016 neuer Bürgermeister.

## Persönlichkeiten
- Luigi Clementi (1794–1869), römisch-katholischer Bischof von Rimini